# Виджаендралакшми
Виджаендралакшми (кхмер. វិជយេន្ទ្រលក្ឝ្មី) — королева-консорт Ангкорской империи, супруга королей Джаявармана VI и Дхараниндравармана I. 

## Биография
Виджаендралакшми родилась в Амалакаштхале и была младшей сестрой Нрпендрадхипативармана, который был командующим армией. Вероятно, ее брат Нрпендрадхипативарман помогал Джаяварману VI в кампании против Харшавармана III или его преемника, и, возможно, что Виджаендралакшми и ее брат были детьми Удаядитьявармана II или одной из двух младших сестер королевы Виралакшми, и что она принесла с собой власть над Яшодхарапурой.
Ее описывали как «кладезь богатства, красоты, красноречия и верности», и «поскольку она считалась плодом удачи и победы [лакшми и виджая], она носила имя Виджаендралакшми».
Она вышла замуж сначала за ювараджу Махидхарапура, затем за Джаявармана VI и, наконец, за Дхараниндравармана I.

Между ней и Лакшми небесной не было никаких различий, и ни одна из них не могла доказать свое превосходство над другой. Именно с этой мыслью ювараджа, собираясь отправиться на небеса, отдал ее своему брату — царю Джаяварману VI. В результате семейной верности, когда король Джаяварман последовал за своими предками и ювараджей на небеса, он отдал ее Дхараниндраварману I.
Виджаендралакшми была единственной женщиной в Камбодже, выходившей замуж за трех королей подряд. Отмечается, что «благодаря милости царицы по имени Джаявармадева и согласно обещанию ювараджи, она получила Амалакастхалу, место ее рождения». Ее брат упоминаелся как «шурин своего друга ювараджи, в то время любимца Джаявармадевы».